# Dekapolis
Dekapolis (altgriechisch Δεκάπολις „Zehn-Stadt“) bezeichnet zehn antike Städte östlich und südlich des See Genezareth, zwischen Damaskus im Norden und Philadelphia (heute Amman) im Süden.
Diese Städte waren nach der Eroberung des Gebietes durch Alexander den Großen und unter seinen ptolemäischen und seleukidischen Nachfolgern nach griechischem Vorbild gegründet oder am Orte älterer Siedlungen neugegründet worden. Sie lagen in der während der Diadochenzeit als Koilesyrien bezeichneten Region, die lange zwischen Seleukiden und Ptolemäern umstritten war.
Die Entstehung der Dekapolis als politisch-geographische Einheit wird in das erste vorchristliche Jahrhundert datiert und war die Folge der Befreiung der Städte durch Pompeius 64/63 v. Chr. Die Städte wurden der von Pompeius neuetablierten römischen Provinz Syria zugeordnet, später wurden sie auf die römischen Provinzen Syria, Syria Palaestina und Arabia verteilt. 

## Städte

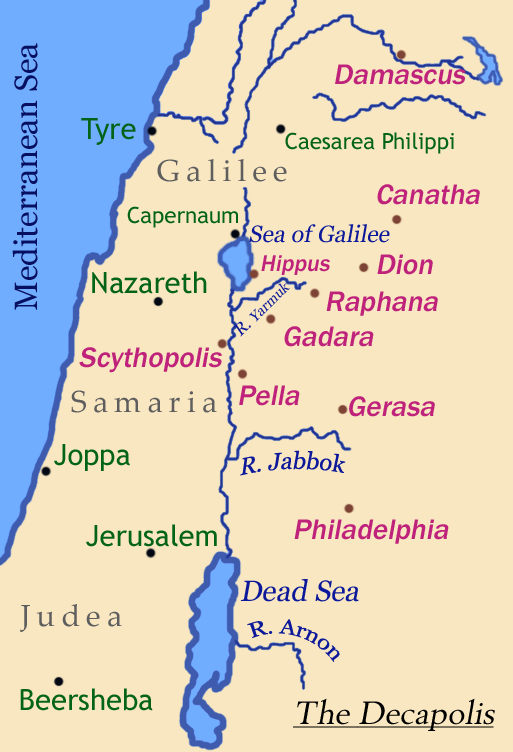
Karte der Dekapolis

Die Dekapolis wird in verschiedenen antiken Schriften wie zum Beispiel dem Neuen Testament erwähnt (Mk 5,20 , Mk 7,31 , Mt 4,25 ).
Die älteste Aufzählung findet sich in der Naturgeschichte Plinius’ des Älteren († 79 n. Chr.). Danach handelt es sich um folgende Städte:
1. Damaskus
2. Gadara
3. Hippos
4. Dion
5. Pella
6. Raphana
7. Kanatha
8. Philadelphia (früher Rabbat-Ammon, Hauptstadt von Ammon; heute Amman, Hauptstadt von Jordanien)
9. Gerasa
10. Skythopolis

Ab dem 1. Jahrhundert n. Chr. rechneten sich auch weitere Städte wie Abila und Adraa zur Dekapolis. Bei Flavius Josephus wird die Dekapolis als solche kaum erwähnt, wohl aber einige ihrer Städte. 